# Дмитренко Ігор Михайлович
Ігор Михайлович Дмитренко (рос. Игорь Михайлович Дмитренко, * 24 липня 1928, Харків — † 17 травня 2009, Харків) — український науковець-фізик, фахівець у галузі надпровідності та низькотемпературного матеріалознавства. Академік Національної академії наук України, лауреат Державної премії України в галузі науки і техніки, Заслужений діяч науки УРСР, кавалер ордену «Знак Пошани», доктор фізико-математичних наук, професор.

## Біографія
Народився 24 липня 1928 року в Харкові.
Під час Німецько-радянської війни працював в авіаремонтних майстернях слюсарем.
Закінчивши середню школу екстерном в 1946 році, став студентом фізико-технічного факультету Харківського політехнічного інституту. Закінчивши його в 1952 році, працював на заводі ім. Малишева інженером-дослідником у лабораторії радіоактивних методів.
Наприкінці 1953 року вступив до аспірантури Українського фізико-технічного інституту (УФТІ) у відділ фізики низьких температур, де працював до травня 1960 р. В 1958 році захистив кандидатську дисертацію по дослідженнях ефекту де Гааза — ван Альфена. З травня 1960 року працює у Фізико-технічному інституті низьких температур АН УРСР (ФТІНТ) на посаді керівника відділу фізичних основ надпровідникової електроніки. В 1970 р. захистив докторську дисертацію за результатами досліджень ефекту Джозефсона в слабкозв'язаних надпровідниках. Протягом 1970—1982 рр. працював першим заступником директора з наукової роботи ФТІНТ. З 1972 р. — професор. Із 1988 р. — академік Академії наук Української РСР.
Останнім часом працював головним науковим співробітником відділу надпровідних і мезоскопічних структур ФТІНТ. Помер 17 травня 2009 р.

## Основні наукові результати
- Експериментально підтвердив існування електромагнітного випромінювання тунельного контакту  при нестаціонарному ефекті Джозефсона (у співавт).
- При експериментальному дослідженні класичної та квантової динаміки високочастотних надпровідних квантових інтерферометрів виявив явища хаосу, макроскопічного квантового тунелювання  та інтерференції квантових станів макросистеми в умовах слабкої дисипації.
- Виявив явище осциляцій опору багатозв'язних неупорядкованих провідників з нормального металу в магнітному полі з періодом, що дорівнює кванту магнітного потоку. Виявив критичні флуктуації поблизу надпровідного переходу металів з малою довжиною вільного пробігу носіїв заряду.
- Створив надпровідний квантовий магнітометр, градієнтометр надвисокої чутливості, магнітокардіограф (перший у СРСР), болометр і тепловізор на основі високотемпературних надпровідників, кріогенний лазерний сканувальний мікроскоп (зі співробітниками)[2].

## Вибрані публікації
- И. К. Янсон, В. М. Свистунов, И. М. Дмитренко / Экспериментальное наблюдение туннельного эффекта для куперовских пар с излучением фотонов // ЖЭТФ, 1965, т. 48, с. 976. (Робота цитована в нобелівський лекції Браяна Джозефсона[6])
- И. М. Дмитренко / Квантовые эффекты в сверхпроводимости. Москва: Знание, 1968, 48 с.
- И. М. Дмитренко / В мире сверхпроводимости. Киев: Наукова думка, 1981, 194 с.
- И. М. Дмитренко / Резистивное состояние широких сверхпроводящих пленок и линии проскальзывания фазы (Обзор) // ФНТ. 1997. Т. 22, № 8, с. 849—869.
- И. М. Дмитренко  Экспериментальные исследования слабосвязанных сверхпроводников (Обзор) // ФНТ. 2004. Т. 30, № 7/8, с. 698—704.
- І. М. Дмитренко / Електроніка i надхолод. Наукова думка, Київ, 1969, 155 с.
- І. М. Дмитренко / Приборкання надпровідності. Наукова думка, Київ, 1974, 207 с.

## Відзнаки
1986 р. отримав звання «Заслужений діяч науки УРСР». 2000 р. став лауреатом Державної премії України в галузі науки і техніки. Нагороджений орденом «Знак Пошани».